# Caio Cazziolato
Caio Eduardo de Mello Cazziolato, mais conhecido como Caio (Casa Branca, 18 de setembro de 1974) é um basquetebolista brasileiro]]
Caio começou a jogar basquete aos nove anos de idade. Manteve-se no esporte por 18 anos. Abandonou as quadras em 2002. Jogou na Pirelli (SP), Sírio (SP), Mogi das Cruzes(SP) e Flamengo (RJ).
Caio, de 1,97m, marcou 514 pontos em 59 jogos pela seleção brasileira em competições oficiais. Defendeu o selecionado brasileiro, dentre outras competições, no Mundial de Atenas, em 1998.
É casado com a nadadora Flávia Delaroli. Nos Jogos Pan-Americanos de 1999, em Winnipeg, a nadadora Flávia Delaroli e o ala Caio Cazziolato conheceram-se, apresentados pelo amigo em comum Fernando Scherer (o Xuxa, também nadador), começaram a namorar e hoje estão casados. 
Caio abandonou o esporte por se sentir frustrado e desestimulado. Segundo Caio: "Estava cansado, desmotivado e como tinha um respaldo da família decidi investir em outra profissão. Sinto falta de 'brincar de basquete', mas estava cansado da rotina estafante de treinos, mudanças de clube, viagens, contusões... Atualmente tem uma loja de roupa feminina, a Stroke, no Shopping ABC, em Santo André.